# Mistrzostwa NCAA Division I w Zapasach w 1938
Mistrzostwa NCAA Division I w zapasach rozgrywane były w State College w dniach 25–26 marca 1938 roku. Zawody odbyły się w Rec Hall, na terenie Uniwersytetu Stanu Pensylwania.

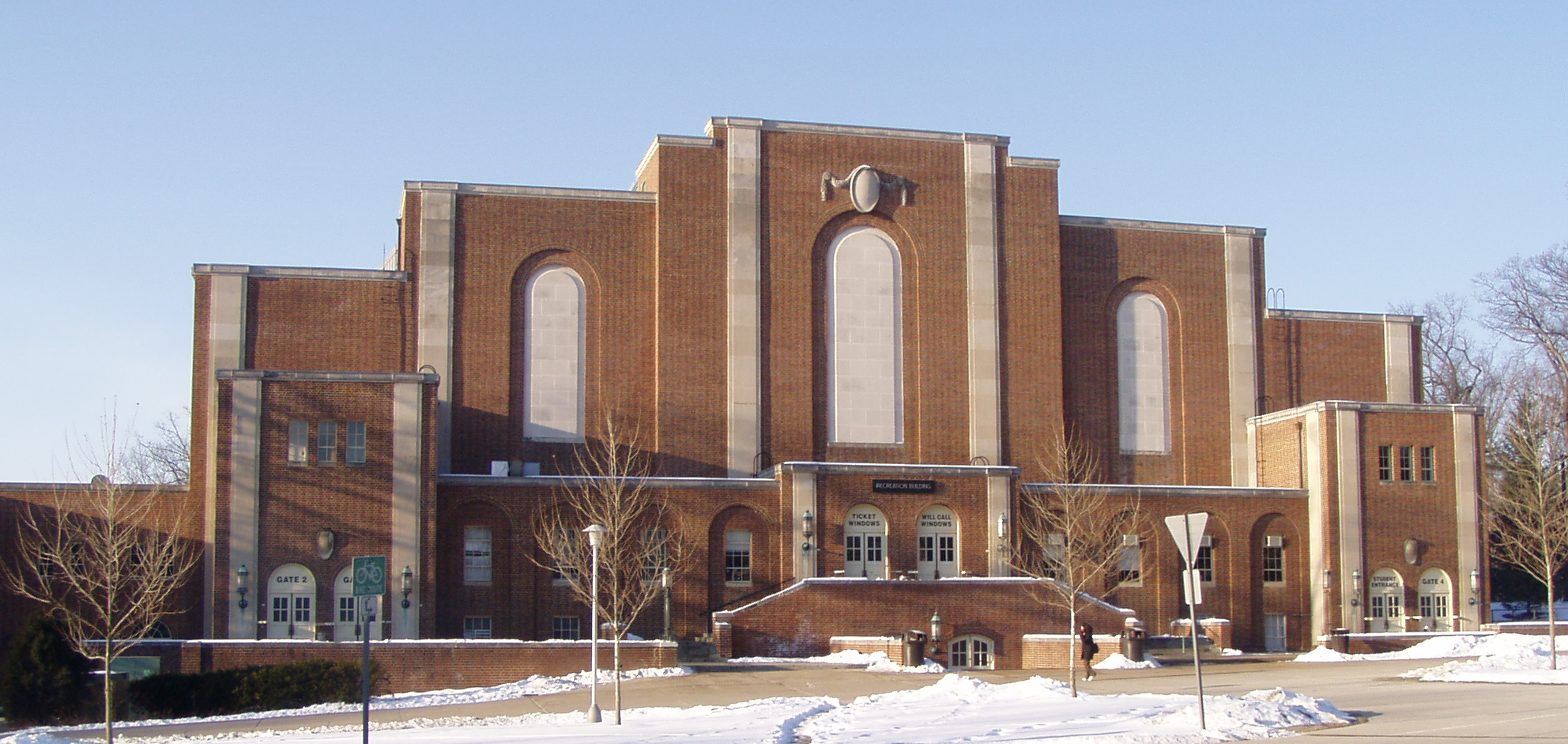
Widok

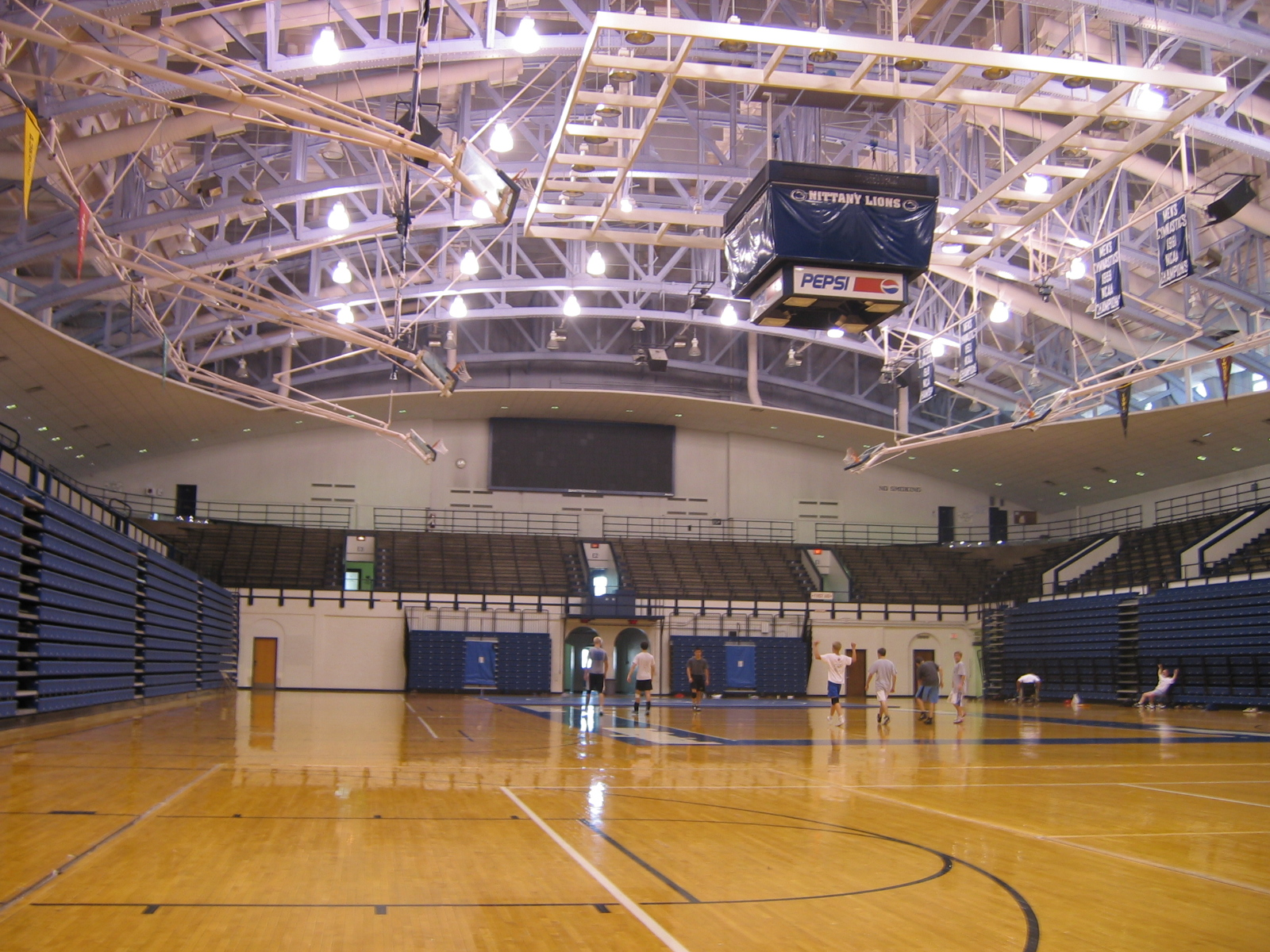
Hala obecnie

- Outstanding Wrestler – Joe McDaniels

## Wyniki

### Drużynowo
| Kolejność | Szkoła                    | Zespół            |
| --------- | ------------------------- | ----------------- |
| 1.        | Oklahoma State University | Cowboys           |
| 2.        | University of Illinois    | Illinois Fighting |
| 3.        | Indiana University        | Hoosiers          |

### All American

#### 121 lb
| Lp. | Zawodnik      | Szkoła         |
| --- | ------------- | -------------- |
| 1.  | Joe McDaniel  | Oklahoma State |
| 2.  | Willard Duffy | Indiana        |
| 3.  | Davis Natvig  | Northern Iowa  |

#### 128 lb
| Lp. | Zawodnik      | Szkoła       |
| --- | ------------- | ------------ |
| 1.  | Allen Sapora  | Illinois     |
| 2.  | Robert Murray | Cornell Iowa |
| 3.  | Hoy Stone     | Oklahoma     |

#### 136 lb
| Lp. | Zawodnik          | Szkoła         |
| --- | ----------------- | -------------- |
| 1.  | David Matthews    | Oklahoma       |
| 2.  | Archie Deutschman | Illinois       |
| 3.  | Fred Parkey       | Oklahoma State |

#### 145 lb
| Lp. | Zawodnik       | Szkoła         |
| --- | -------------- | -------------- |
| 1.  | Stanley Henson | Oklahoma State |
| 2.  | Robert Finwall | Chicago        |
| 3.  | Frank Linn     | Iowa State     |

#### 155 lb
| Lp. | Zawodnik      | Szkoła                      |
| --- | ------------- | --------------------------- |
| 1.  | Dale Scrivens | Oklahoma State              |
| 2.  | Ken Knight    | Southwestern Oklahoma State |
| 3.  | Joe Loucks    | Iowa State                  |

#### 165 lb
| Lp. | Zawodnik         | Szkoła   |
| --- | ---------------- | -------- |
| 1.  | John Ginay       | Illinois |
| 2.  | Curt Ford        | Lehigh   |
| 3.  | Henry Wittenberg | CCNY     |

#### 175 lb
| Lp. | Zawodnik       | Szkoła                      |
| --- | -------------- | --------------------------- |
| 1.  | John Harkness  | Harvard                     |
| 2.  | Swede Olsen    | Southwestern Oklahoma State |
| 3.  | Chris Traicoff | Indiana                     |

#### UNL
| Lp. | Zawodnik          | Szkoła                      |
| --- | ----------------- | --------------------------- |
| 1.  | Charles McDaniel  | Indiana                     |
| 2.  | Clifton Gustafson | Minnesota                   |
| 3.  | Robert Kygar      | Southwestern Oklahoma State |